# Erlanger, Kentucky
Erlanger är en stad i Kenton County,  Kentucky, USA. År 2000 hade orten 16 676 invånare. Den har enligt United States Census Bureau en area på 21,8 km², varav 0,3 km² är vatten.